# 3216 Harrington
3216 Harrington è un asteroide della fascia principale. Scoperto nel 1980, presenta un'orbita caratterizzata da un semiasse maggiore pari a 2,3962260 au e da un'eccentricità di 0,3028586, inclinata di 4,91073° rispetto all'eclittica.
L'asteroide è dedicato all'astronomo statunitense Robert Sutton Harrington.